# The Pope of Greenwich Village
The Pope of Greenwich Village is een Amerikaanse misdaadfilm uit 1984 onder regie van Stuart Rosenberg.

## Verhaal
Charlie en zijn neef Paulie stelen 150.000 dollar om op een paard te kunnen wedden. Na de overval krijgen ze echter problemen met de maffia en de corrupte politie van New York.

## Rolverdeling
| Acteur           | Personage        |
| ---------------- | ---------------- |
| Eric Roberts     | Paulie           |
| Mickey Rourke    | Charlie          |
| Daryl Hannah     | Diane            |
| Geraldine Page   | Mevrouw Ritter   |
| Kenneth McMillan | Barney           |
| Tony Musante     | Pete             |
| M. Emmet Walsh   | Burns            |
| Burt Young       | Bed Bug Eddie    |
| Jack Kehoe       | Bunky            |
| Philip Bosco     | Vader van Paulie |
| Val Avery        | Nunzi            |
| Joe Grifasi      | Jimmy            |
| Tony DiBenedetto | Ronnie           |
| Ronald Maccone   | Nicky            |
| Betty Miller     | Nora             |